# Vicente Albanese
Vicente Albanese (Tacuarembó, 15 aprile 1912 – ...) è stato un calciatore uruguaiano, di ruolo centrocampista.

## Carriera
Giocò nel periodo in cui il Bologna vinse quattro titoli tra il 1936 e il 1941. Giocò 7 volte, poi a fine stagione ritornò in patria.